# Ganvié II
Ganvié II è un arrondissement del Benin situato nella città di Sô-Ava (dipartimento dell'Atlantico) con 12.595 abitanti (dato 2006).